# Acido lattico
L'acido lattico (nome IUPAC: acido 2-idrossipropanoico) è un composto chimico di formula CH3-CHOH-COOH, che svolge un ruolo rilevante in diversi processi biochimici.
L'acido lattico è un acido carbossilico, la cui struttura si distingue da quella dell'acido propionico per la presenza di un gruppo -OH all'atomo centrale (stereocentro) di carbonio. La sua deprotonazione dà origine allo ione lattato. La costante di ionizzazione (pKa = 3,1 a 25 °C) è tale che a pH fisiologico la sostanza sia presente quasi interamente sotto forma di lattato. Sia l'acido che i suoi sali alcalini sono solubili in acqua.
La molecola dell'acido lattico è chirale, ne esistono pertanto due enantiomeri. L'enantiomero che compare nei cicli metabolici dei sistemi viventi è l'acido S-(+)-lattico o acido L-(+)-lattico (in figura).

## Caratteristiche
È un idrossiacido (caratterizzato, dunque, dalla compresenza di un gruppo carbossilico e il gruppo idrossile -OH) il cui gruppo carbossilico può dissociarsi in soluzione e liberare un idrogenione (H+). Nell'ambiente endocellulare, a pH fisiologico, l'acido lattico è dissociato per oltre il 99% in due ioni: ione lattato (La-), carico negativamente, e ione idrogeno (H+), carico positivamente. Per questo motivo è più corretto parlare sempre di lattato e ioni idrogeno, piuttosto che di acido lattico.
Il lattato e gli ioni H+ sono sottoprodotti del metabolismo anaerobico lattacido. La presenza degli ioni H+ turba il pH cellulare delle fibre muscolari e un loro accumulo si correla alla comparsa della cosiddetta fatica muscolare. Il corpo umano possiede dei sistemi di difesa per proteggersi dall'abbassamento del pH muscolare e può, attraverso l'immissione del lattato nel circolo ematico, provvedere alla sua riconversione in glucosio grazie all'attività del fegato (ciclo di Cori). Il cuore è invece in grado di metabolizzare il lattato a scopo energetico, così come i reni e il cervello.
Tuttavia, un muscolo sotto sforzo può produrre, durante un esercizio strenuo, attraverso il meccanismo anaerobico lattacido, più lattato di quanto gli organi sopra detti e i restanti muscoli inattivi riescano a metabolizzare; in questo caso limite, il pH muscolare si abbassa sino a che la contrazione viene del tutto impedita, raggiungendo un vero e proprio spasmo doloroso.
Ad ogni modo, per via del suo ciclo metabolico, una volta che i muscoli hanno ripreso la loro normale attività aerobica, il lattato nel circolo ematico viene rapidamente eliminato da esso (si nota una netta riduzione già entro 60 secondi) mentre viene smaltito nel resto del corpo nel giro di 2 o 3 ore dal termine dell'attività fisica.
Solo una piccola parte permane all'interno del muscolo, sempre a seguito di attività anaerobica, ed è nota come "scoria naturale della contrazione muscolare".
I sintomi da presenza di "acido lattico" non sono da confondere con quelli da indolenzimento muscolare a insorgenza ritardata, meglio noto con l'acronimo anglosassone D.O.M.S. (Delayed Onset Muscle Soreness), i cui effetti diventano evidenti tra le 8-10 ore a seguito dell'esercizio fisico, raggiungendo il picco tra le 24 e le 48-72 ore e richiedendo da 5 a 7 giorni post-allenamento per ritirarsi e riportare il dolore e l'indolenzimento ai livelli basali.
L'acido lattico rappresenta un forte stimolo per la secrezione di ormoni anabolici come la somatotropina (ormone della crescita) ed il testosterone. Per questo motivo esercizi con i pesi ad elevata intensità, intervallati da pause non troppo lunghe, massimizzano il guadagno di massa muscolare.

## Nell'industria alimentare
I sali dell'acido lattico (E325 lattato di sodio, E326 lattato di potassio, E327 lattato di calcio, E585 lattato ferroso) sono usati come additivi dall'industria alimentare. Come acidificante alimentare, l'acido lattico (E270) ha un sapore meno marcato rispetto ad altri additivi, non volatile e senza odore, viene catalogato come acido di uso generale da agenzie regolatorie di diverse nazioni.
Viene utilizzato come conservante, acidificante, aroma, tampone di pH e antibatterico in numerose applicazioni e processi alimentari, come ad esempio la produzione di dolci, pane e pasticceria, bibite, salse, sorbetti, prodotti caseari, birra, marmellate e confetture, maionese e altri cibi elaborati, spesso in unione con altri additivi. Un nuovo utilizzo dell'acido lattico e dei suoi sali è la disinfezione delle confezioni destinate a ospitare carni, in particolare pesci, in cui l'addizione di soluzioni acquose di acido lattico durante il processo di confezionamento aumenta la durata di conservazione e inibisce la crescita di colonie batteriche come ad esempio Clostridium botulinum.
Una larga frazione di acido lattico per applicazioni alimentari viene impiegata per produrre agenti emulsionanti a base di esteri lattici di acidi grassi a lunga catena, particolarmente adatti per prodotti da forno che richiedono acido lattico stabile ad alte temperature.